# Litzlberg (Insel)
Die Insel Litzlberg ist eine ungefähr 4900 Quadratmeter große Insel im österreichischen Attersee, die zum Ort Litzlberg in Seewalchen am Attersee gehört. Auf der Insel befindet sich das gleichnamige Schloss Litzlberg.
Auf der Insel wurde erstmals im 14. Jahrhundert eine kleine Festung erwähnt, die das Zentrum der Herrschaft Litzlberg war. Dieses Gebäude verfiel im 18. Jahrhundert und wurde 1780 abgetragen. Bis ca. 1896 befand sich kein Gebäude auf der Insel, folgend wurde ein neues Schloss gebaut. 
Insel und Schloss sind derzeit im Privatbesitz der Familie Leitl, nachdem Karl Leitl sie 1974 erworben hatte. Die Insel ist nicht öffentlich zugänglich.